# باكستن آرونسون
باكستن آرونسون (مواليد 26 أغسطس 2003) هو لاعب كرة قدم أمريكي يلعب في مركز خط الوسط المهاجم في نادي آينتراخت فرانكفورت.

## روابط خارجية
- باكستن آرونسون على موقع الاتحاد الأوربي (الإنجليزية)
- باكستن آرونسون على موقع الدوري الأمريكي (الإنجليزية)
- باكستن آرونسون على موقع قاعدة بيانات كرة القدم.إي يو (الإنجليزية)
- باكستن آرونسون على موقع ناشيونال فوتبول تيمز (الإنجليزية)
- باكستن آرونسون على موقع Soccerway.com (الإنجليزية)
- باكستن آرونسون على موقع عالم كرة القدم.نت (الإنجليزية)
- باكستن آرونسون على موقع اللجنة الأولمبية الدولية (الإنجليزية)